# Исхрана коња
Одгајивање коња се заснива на коришћењу биљних хранива. Од правилне исхране коња зависи да ли ће достићи потенцијал у виду репродукције, телесни развој и способност обављања рада. Правилна исхрана коња подразумева задовољење потреба коња за хранљивим материјама. При самој исхрани мора се имати у виду да су коњи индивидуални у погледу својих потреба за хранљивим састојцима.
Основе правилног састављања оброка су:
1. Оброк мора бити довољан у погледу суве материје и енергије.
2. Оброк треба да поседује довољно сварљивих протеина у складу са категоријом коња и његових потреба.
3. Протеини у оброку треба да буду усклађени по питању аминокиселина.
4. У оброку треба да буде довољно минералних материја ( Ca ,P,Na i Cl ).
5. У оброку треба да буде заступљено довољно витамина.
6. Оброк треба да буде укусан.
7. Оброк треба да буде разноврстан тј. састављен од више хранива (најмање 3).
8. Оброк треба да буде што једноставнији за руковање.
9. Оброк не сме да садржи штетне и токсичне материје.
10. Цена оброка треба да буде што повољнија.

## Хранива која се користе у исхрани коња
Најповољнији начин исхране је исхрана свежом зеленом храном. Уобичајени оброк се састоји од концентроване и кабасте хране. Однос кабасте и концентроване хране у оброку коња је повезан са потребама животиње у енергији као и са капацитетом органа за варење.
Од кабастих хранива, најбоље за коње је сено, даје се у количини 1,5-2% телесне масе. Врста сена која се користе у исхрани су:ливадско сено, луцеркино, црвена детелина, грашак, грахорица или мухар. 

### Исхрана свежом храном
Зелена трава је врло добра за коње. Када год је могуће, треба их држати на паши или ако су у затвореном простору, треба им давати, свежу кошену зелену траву. Могу да се користе ливадске траве, луцерка, црвена детелина, зелени кукуруз.
Паша има велики утицај на коње. То је за ове животиње најприроднији начин исхране. Неопходно је за одржавање доброг здравља, за правилан пораст подмлатка, а одрасли коњи и ждребад на квалитетној паши такође могу да задовоље све своје потребе у хранљивим материјама.
У исхрани се може употребити и слама или плева. Обично се користи овсена слама, цела или сецкана на 2-3 cm у количини 3-4 kg. У остала сува кабаста хранива спадају: слама јечма, легуминозе(боб, грахорица) , сирак, овсена плева, док се кукурузовина даје цела.
Коренасто-кртоласте биљке које се користе су: шећерна, полушећерна или сточна репа, мрква, чичока, кромпир. Различите врсте репе су веома добра храна за приплодне пастуве, кобиле и ждребад. Одрасла грла их конзумирају и до 10 kg.

### Концентрована храна
Концентрована храна је значајна за исхрану, поготово радних грла и подмлатка. Са повећањем рада и тренинга, повећава се и удео концентрованог дела оброка. Најбоље храниво за коње је овас, а мање се користи, јечам, кукуруз и др. житарице.
Овас се одраслим грлима даје у зрну. Старијим ждребадима може да се даје и прекрупа. Важна информација је да се овас не даје и није препоручљив током прва два месеца после вршидбе.
Јечам се такође даје у виду прекрупе. Кукуруз може да се даје у зрну, као прекрупљен или као цео клип. Део кукуруза може да се замени зрном неке легуминозе - боб, грашак, грахорица или соја.
Из прехрамбене индустрије као протеински додатак у исхрани коња може се користити сачма и погача соје, сунцокрет и лан. Такође се даје и пшенична мекиња која повољно делује на варење. Пивски троп, репини резанци, џибра, могу се давати искључиво у сувом стању, јер као свежи могу бити контаминирани.

## Техника исхране коња
Дневна количина хране коња је подељена у 3 оброка. Прво се даје кабаста храна па онда концентрована. Концентрати се дају после извесног времена да би се кабаста храна сварила. После исхране концентратима, коњима треба дати 1-2h одмора.
Кабаста храна се обично даје у 3 порције дневно. Ујутру и у подне 1/4 од укупне количине, а увече 1/2.
Храна се задржава у органима за варење коња просечно 2-3 дана.